# AN/SPG-49
AN/SPG-49 — американская корабельная РЛС производства компании Sperry Gyroscope Co.. Применялась в зенитном ракетном комплексе «Талос» для поиска и сопровождения цели, а также подсветки цели для полуактивной головки самонаведения ракеты RIM-8 «Талос» на конечном участке её траектории. Разрабатывался одновременно с радаром AN/SPW-2 (той же компании) группой разработчиков под руководством Роберта Кросби.

## Режимы работы
Радар работал в трёх режимах:
- В режиме поиска цели генерировал плоский вертикально ориентированный моноимпульсный вертикально поляризованный луч с импульсной мощностью 3 МВт.
- При сопровождении цели переключался в режим узкого импульсного горизонтально поляризованного луча.
- При выходе ракеты на конечный участок траектории переходил в режим непрерывного излучения и осуществлял подсветку цели для полуактивной ГСН вертикально-поляризованным частотно-модулированным сигналом мощностью 5 кВт. Частотная модуляция сигнала обеспечивала получение доплеровской информации о цели.

Каждый из двух радаров SPG-49 ЗРК «Талос» от момента начала сопровождения до попадания (или промаха) ракеты был закреплён за отдельной целью. Геометрическая ось антенны совпадала с направлением на цель.
Масса антенного поста составляла 22 тонны. Зенитный ракетный комплекс «Талос» имел две антенны SPG-49.
Мощность излучения радара была настолько высока, что могла вызвать сбои и повреждения электронной аппаратуры. Во время полётов космических кораблей «Аполлон» запрещалось включать радары SPG-49, когда космические корабли находились в верхней полусфере.

## Установки на кораблях
- Ракетные крейсера типа «Олбани»
- USS Long Beach (CGN-9)